# Scaevius milii
Scaevius milii är en fiskart som först beskrevs av Bory de Saint-vincent 1823.  Scaevius milii ingår i släktet Scaevius och familjen Nemipteridae. Inga underarter finns listade i Catalogue of Life.